# Месштетен
Месштетен (њем. Meßstetten) град је у њемачкој савезној држави Баден-Виртемберг. Једно је од 25 општинских средишта округа Цолерналб. Према процјени из 2010. у граду је живјело 10.633 становника. Посједује регионалну шифру (AGS) 8417044.

## Географски и демографски подаци
Месштетен се налази у савезној држави Баден-Виртемберг у округу Цолерналб. Град се налази на надморској висини од 907 метара. Површина општине износи 76,8 km². У самом граду је, према процјени из 2010. године, живјело 10.633 становника. Просјечна густина становништва износи 138 становника/km².

## Међународна сарадња
| Мјесто | Држава    | Врста сарадње | Од    |
| ------ | --------- | ------------- | ----- |
|        | Француска | партнерство   | 1986. |
|        | Француска | партнерство   | 1984. |
| Извор  |           |               |       |